# خاویر ویارئال
خاویر ویارئال (انگلیسی: Javier Villarreal؛ زادهٔ ۱ مارس ۱۹۷۹) بازیکن فوتبال اهل آرژانتین است.
از باشگاه‌هایی که در آن بازی کرده‌است می‌توان به باشگاه فوتبال گراس‌هاپر زوریخ، باشگاه فوتبال بانفیلد، باشگاه فوتبال کوردوبا، باشگاه فوتبال بوکا جونیورز، باشگاه فوتبال ناسیونال پاراگوئه، باشگاه فوتبال لیبرتاد، و باشگاه فوتبال راسینگ کلوب آویاندا اشاره کرد.